# Ramiro Blacut
Ramiro Blacut né le 3 janvier 1944 et mort le 12 août 2024, est un footballeur bolivien devenu entraîneur à la fin de sa carrière. Vainqueur de la Copa América 1963 avec l'équipe nationale, il occupe à plusieurs reprises le poste de sélectionneur de la Verde. Il reste comme le premier joueur latino-américain à avoir joué pour le Bayern Munich.

## Carrière

### Carrière de joueur
Ramiro Blacut effectue sa formation au sein du club du Club Bolívar. En 1961, il a 17 ans lorsqu'il est prêté trois mois au Club Always Ready pour effectuer une tournée en Europe. A son retour, il réintègre le Club Bolívar puis s'engage pour le club argentin de Ferro Carril Oeste en 1962, où il inscrira son seul but face au Club Atlético Chacarita Juniors. A l'été 1964, il est recruté par le Bayern Munich, qui évolue alors au second échelon national. En raison d'une grave blessure (rupture du ligament), Blacut ne dispute que des rencontres amicales avec le club allemand. Il restera dans l'histoire comme le premier joueur latino-américain à porter les couleurs du club bavarois. Il retourne en Bolivie au sein de son club formateur, Bolivar et y reste cinq ans. En 1972, il est transféré au Pérou, au FBC Melgar puis en 1974, il termine sa carrière dans le club de The Strongest La Paz. Il raccroche les crampons à l'âge de 30 ans après avoir remporté un troisième et dernier titre de champion de Bolivie.
Blacut est appelé en équipe nationale pour la première fois le 17 février 1963. Son premier tournoi international se dispute chez lui, à La Paz puisque c'est la Bolivie qui organise la 28e édition de la Copa América, en 1963. Favorisée par la situation en haute altitude des stades boliviens dans lesquels ils évoluent, les Boliviens remportent tous leurs matchs et décrochent le premier titre de leur histoire. Blacut s'illustre en inscrivant un but face à l'Argentine et reçoit à la fin de la compétition le trophée de meilleur joueur. Quatre ans plus tard, en Uruguay, le résultat est diamétralement opposé puisque les tenants du titre terminent à la dernière place, avec un seul point et surtout aucun but marqué. Par ailleurs, il dispute deux campagnes de qualifications pour la Coupe du monde, en 1966 et 1970, sans réussir à atteindre la phase finale avec la Verde.

### Carrière d'entraîneur
Dès 1979, Blacut s'installe sur le banc de son équipe de cœur, Club Bolívar. Dans le même temps, il est choisi par les dirigeants de la fédération pour prendre en charge l'équipe nationale.
Son premier match à la tête de la Verde a lieu le 10 juillet 1979 lors de la Coupe Peace of Chaco face au Paraguay. Huit jours plus tard, les Boliviens disputent la 31e édition de la Copa América où ils sont versés dans le groupe 2 en compagnie des champions du monde argentins et du Brésil. Le bilan des Andins est mitigé, avec deux victoires à domicile et deux défaites à l'extérieur, un résultat insuffisant pour accéder aux demi-finales de la compétition. L'année 1980 est ponctuée de matchs amicaux et de tournoi saisonniers et en 1981 débute la campagne de qualification pour la Coupe du monde 1982 en Espagne. La Bolivie retrouve une fois encore le Brésil ainsi que le Venezuela dans son groupe où seul le premier se qualifie pour la phase finale. Les Auriverde dominent la poule, gagnant leurs quatre rencontres. La défaite bolivienne à domicile contre les hommes de Telê Santana le 22 février 1981 met un terme au mandat de sélectionneur de Blacut, qui part diriger Club Blooming.
La suite de sa carrière est agitée puisqu'il ne reste jamais plus de deux ans au même poste, revenant parfois dans ses anciens clubs. Il dirige ainsi Club Blooming à quatre reprises et trois fois le Club Bolívar avec qui il termine champion de Bolivie en 1983 et 1988.
En 1991, la fédération fait à nouveau appel à lui pour mener la Bolivie lors de la Copa América, organisée par le Chili. Blacut dispose d'un groupe de joueurs emmenés par deux talents : Marco Etcheverry et Erwin « Platini » Sánchez. Le résultat final ne répond pas aux attentes du pays puisque les Boliviens terminent derniers de leur groupe, sans remporter le moindre match. Ce deuxième passage à la tête de la sélection se termine le soir du dernier match, contre la Colombie. Le technicien retourne dans son club d'alors, Club Blooming.
Pendant dix ans, il écume à nouveau les bancs du championnat bolivien, passant par Blooming, The Strongest La Paz, le Club Deportivo Guabirá, le Club Jorge Wilstermann ou le Real Santa Cruz. En 1999, il quitte pour la première fois depuis 1973 la Bolivie pour aller entraîner en Équateur, dirigeant la Sociedad Deportiva Aucas puis le Club Deportivo El Nacional.

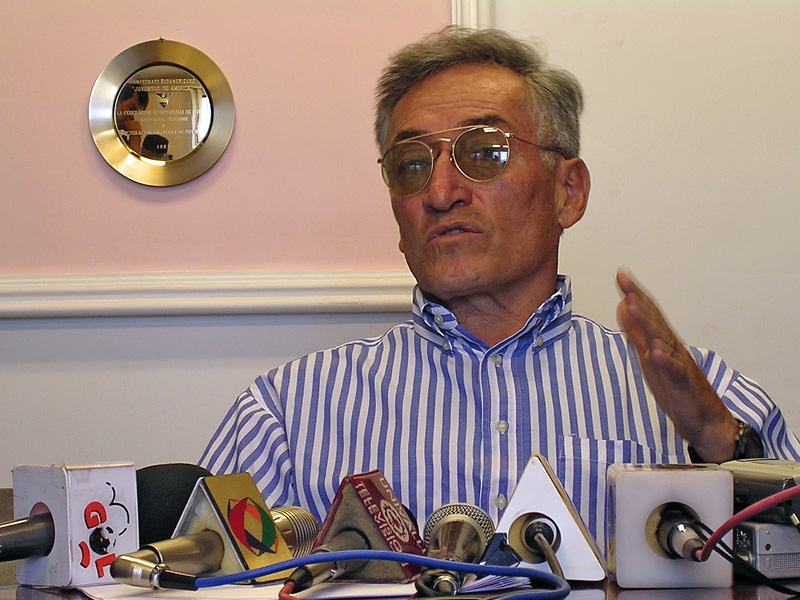
Ramiro Blacut, lors de sa présentation au siège de la FBF

Le 1er juin 2004, il est appelé pour la troisième fois au chevet de la sélection nationale, engagée dans les éliminatoires de la Coupe du monde 2006. Il prend la suite du Chilien Nelson Acosta, limogé à la suite d'un revers à domicile contre le Chili. Le bilan de la Verde n'est pas bon avec 4 défaites en 5 matchs disputés. En juillet, elle prend part à la Copa América, disputée au Pérou. Opposés à la Colombie, au Venezuela et au pays hôte, les hommes de Blacut ne se classent que troisièmes, sans gagner de rencontres. La suite des éliminatoires pour la Coupe du monde n'est pas plus glorieuse puisqu'au soir d'une défaite en Colombie, Blacut doit quitter son poste, avec un bilan mitigé de 2 victoires, 3 nuls et 4 défaites en 9 rencontres.
Ramiro Blacut achève sa carrière sur le banc du Club Deportivo Cuenca (2002 à 2004) puis du club bolivien d'Oriente Petrolero.

## Palmarès

### Palmarès de joueur
- Vainqueur de la Copa América 1963 avec la sélection de Bolivie
- Trophée du meilleur joueur de la Copa América 1963
- Champion d'Argentine de D2 avec Ferro Carril Oeste en 1963
- Champion de Bolivie 1968, 1969 (avec Club Bolívar) et 1974 (avec The Strongest La Paz)

### Palmarès d'entraîneur
- Champion de Bolivie 1983 et 1988 avec Club Bolívar
- Vice-champion d'Équateur 2001 avec El Nacional